# Überschwemmungen in KwaZulu-Natal 2022

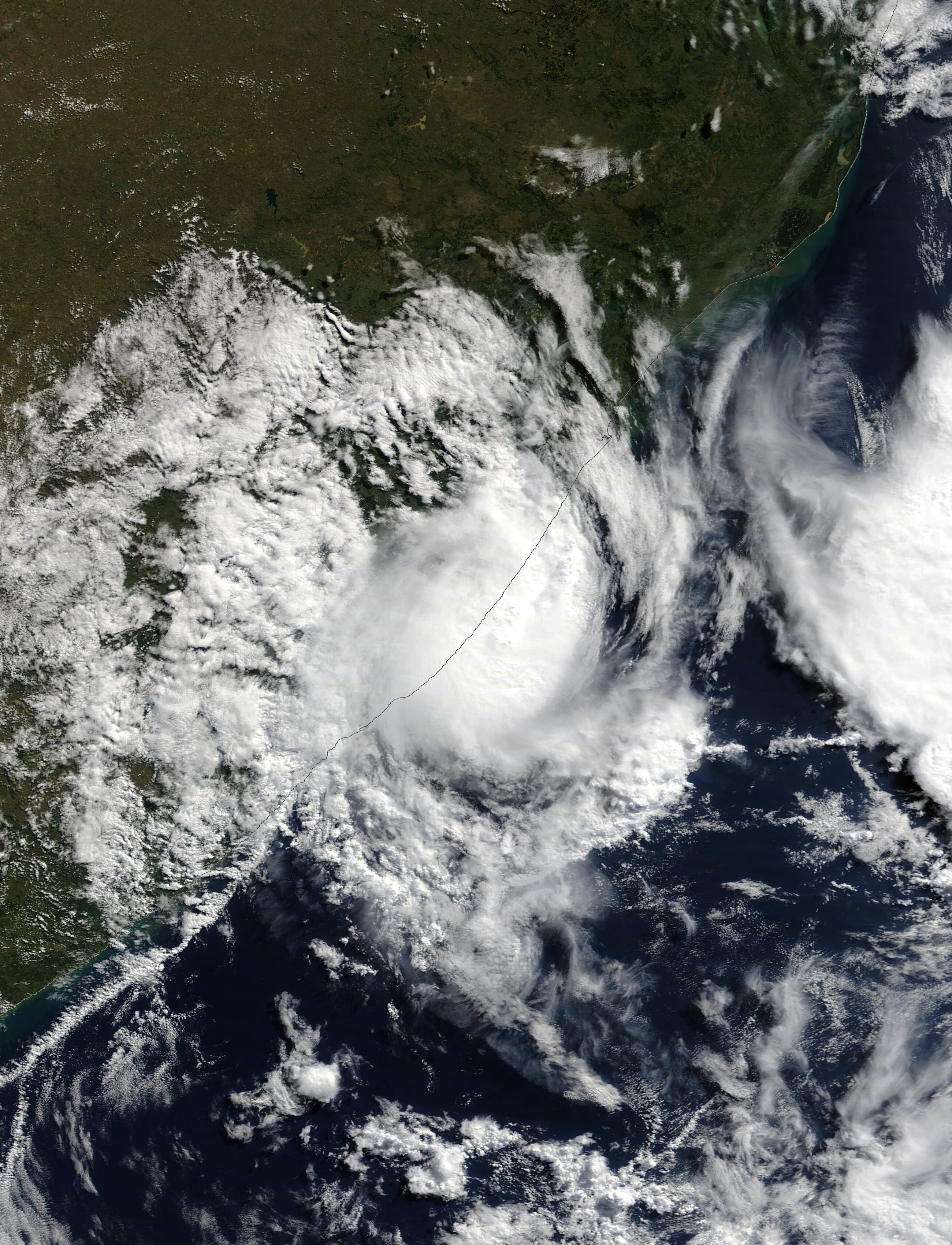
Subtropisches Tiefdruckgebiet Issa am 13. April 2022 über der Küste Südafrikas

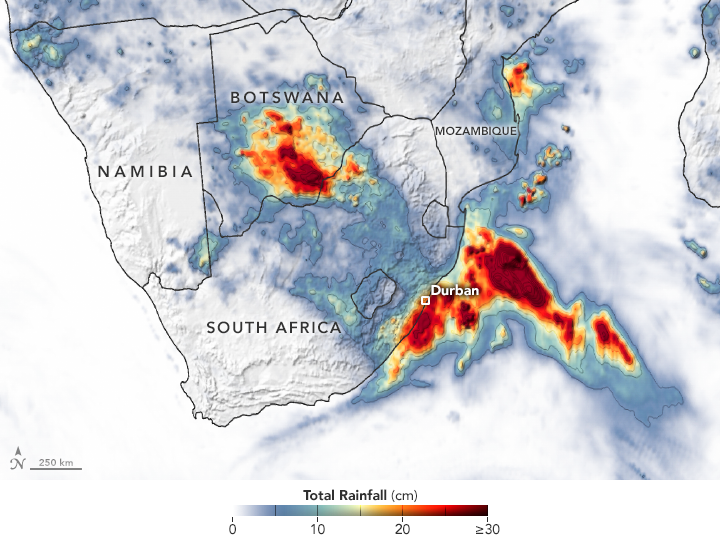
Satellitenbasierte Schätzung der Niederschlagsmengen im Süden Afrikas zwischen 7. und 13. April 2022, NASA

Nach starken Regenfällen im April 2022 kam es zu Überschwemmungen in KwaZulu-Natal, die zusammen mit Erdrutschereignissen mindestens 500 Menschenleben in der südafrikanischen Provinz forderten. Über 40.000 Menschen mussten ihre Häuser verlassen. Bei den bisher schwersten Überschwemmungen im Jahr 1987 waren 506 Menschen ums Leben gekommen.

## Ursache
Nach Angabe des südafrikanischen Wetterdienstes war die Ursache ein Cut off Low an der Ostküste Südafrikas, das zur Destabilisierung der Atmosphäre beitrug. Während dieses über weiten Teilen Südafrikas zu stärkeren Regenfällen führte, war es in KwaZulu-Natal die verfügbare maritime Luft aus wärmeren, subtropischen Ozeanregionen, die die Regenmenge noch einmal erhöhten. Der tagelange starke Regen begann in der Region um den 8. April mit der Ankunft des Tiefdruckgebietes, das am 12. April von Météo-France als Issa bezeichnet wurde.  Während allgemein extreme Wetterereignisse in Südafrika zunehmen, können einzelne Ereignisse nicht direkt mit dem Klimawandel in Verbindung gebracht werden. Eine Attributionsstudie der World Weather Attribution ergab jedoch, dass ein solches Ereignis im aktuellen Klima etwa alle 20 Jahre auftritt, wohingegen es in einem 1,2 °C kühleren Klima nur etwa alle 40 Jahre aufträte.

## Auswirkungen
Einige Orte verzeichneten am 11. April bis 12. April innerhalb von 24 Stunden jeweils mehr als 300 mm Regen. Nach ersten Zahlen waren dies Sezela, Margate mit 311 mm, Durban mit 301 mm und Mount Edgecombe mit 307 mm. Dies entspricht fast einem Drittel des durchschnittlichen Jahresniederschlags für Durban von 1009 mm. Ähnlich schwere oder schwerere Regenfälle innerhalb eines Tages ereigneten sich in der Küstenregion von KwaZulu-Natal in den 200 zurückliegenden Jahren 1848, 1856, 1868, 1893, 1905, 1917, 1959 und 1987. Auch im April 2019 wurde an einigen Stationen über 100 mm und teils über 200 mm gemessen.
Durch die Wassermassen traten zahlreiche Wasserläufe über ihre Ufer, darunter die Flüsse Amanzimtoti, Umbilo und Umgeni. An einigen Orten kam es zu Stromausfällen und einer Unterbrechung der Trinkwasserversorgung. Zahlreiche Straßen wurden durch Unterspülungen unterbrochen und Brücken, Häuser sowie mindestens 250 Schulen beschädigt. Insgesamt wurden mehr als 13.500 Häuser beschädigt und davon etwa 4000 komplett zerstört.
Der Hafen der Regionalhauptstadt Durban wurde vorübergehend geschlossen. Präsident Ramaphosa erklärte die Region zum Katastrophengebiet und die Regierung kündigte eine Milliarde Rand (63,3 Millionen Euro) als Nothilfe an. Zusätzlich wurde der Notstand ausgerufen. Präsident Ramaphosa verkürzte seinen Aufenthalt bei einem Gipfel der Entwicklungsgemeinschaft des südlichen Afrika in Maputo, der Hauptstadt Mosambiks, und besuchte das Katastrophengebiet am 13. April. Die südafrikanische Armee setzte mehr als 10.000 Soldaten zur Krisenbewältigung ein.